# Сыда (село)
Сыда — несуществующая ныне деревня на территории Краснотуранского района. Основано на правом берегу реки Сыды, около впадения реки Узы служивым Абаканского острога Яковом Монастыршиным в период с 1725 по 1735 годы. В составе Минусинского округа Енисейской губернии, с 1827 году в составе Абаканской волости Минусинского уезда, с 1924 в составе Краснотуранского района. С 27 декабря 1962 по 31 декабря 1964 года населённые пункты района — в составе Курагинского сельского района, позднее вновь восстановлен Краснотуранский.
Деревня входила в приход церкви во имя Вознесения Господня Абаканского острога (позднее село Абаканское, с 1933 года  Краснотуранск), освящённой в 1766 году.
В деревне Сыда в 1935 году родился советский кинооператор Анатолий Заболоцкий.
Сыда затоплена при строительстве Красноярской ГЭС, в 1963 году жители деревни Сыда, сёл Усть-Сыда и Унюк (село) переселены в село Новая Сыда на берегу образовавшегося Сыдинского залива водохранилища.